# 姆穆西·邁馬內
姆穆西·阿羅伊西亞斯·邁馬內（1980年6月6日—），南非政治人物，曾於2015年5月10日至2019年10月23日間擔任民主聯盟領袖，並在2014年5月29日至2019年10月24日間擔任國民議會的反對黨領袖。邁馬內是民主聯盟在約翰內斯堡市議會的前領導人及該黨前任全國發言人。2011年，他被民主聯盟選為約翰內斯堡市長候選人，參選同年的市政選舉。在該場選舉中，邁馬內幫助民主聯盟大大增加了選民基礎，但未能當選市長。此後，他擔任約翰內斯堡市議會的官方反對黨領袖，直至2014年5月。除此之外，他還是福音派自由教會（Liberty Church）的牧師和長老。

## 早年生活與事業

### 早年、教育與家庭
1980年6月6日，邁馬內在德蘭士瓦省克魯格斯多普的萊拉通醫院出生。他的母親埃塞爾·邁馬內在開普省的科菲姆法巴長大，在西德洛依家族中擁有科薩人血統。他的父親西蒙·邁馬內於索韋托出生，擁有班佛肯氏族的茨瓦納人血統。他的父母於1977年相遇，並於1980年在索韋托的多布森維爾結婚。
邁馬內在索韋托長大，並於1997年獲拉卡爾高中及艾倫·格倫高中錄取並開始就讀。邁馬內於南非大學（心理學文學士）、金山大學（公共行政碩士）以及威爾士班戈大學（神學碩士）畢業。

### 政治生涯
2010年，邁馬內申請擔任約翰內斯堡市議會的民主聯盟候選人，並以約翰內斯堡市長候選人的身份參選內部選舉。2011年後，邁馬內被選為民主聯盟全國發言人。
在2012年民主聯盟聯邦大會上，邁馬內得票領先於其他八位候選人，被選為聯邦副主席。
2013年，邁馬內申請擔任豪登省省長的民主聯盟候選人。他在黨內選舉中取得成功，並於2014年全國大選期間成為豪登省省長的候選人。
2015年4月18日，在民主聯盟西開普省大會上，邁馬內宣布他將會在2015年5月的聯邦選舉大會上競選民主聯盟聯邦領導人，並於2015年5月10日當選為民主聯盟聯邦領導人，他得到幾乎90%的代表投票支持。

## 2011年市長競選
在索韋托的沃爾特·西蘇魯廣場舉行的民主聯盟選舉宣言發布會上，邁馬內的約翰內斯堡市長候選人資格獲得確認。他擊敗了競爭對手瓦斯科·達·伽馬，在包括黨領袖海倫·齊勒在內的30人小組成員之前被選為民主聯盟的約翰內斯堡市長候選人。
在約翰內斯堡舉行的2011年地方政府選舉中，民主聯盟獲得34.6%選票，即合共752,304票。他領導約翰內斯堡市議會260名議員中的90名議員組成核心小組。非洲人國民大會贏得市長席位，因此邁馬內擔任官方反對黨領袖。
在議會，邁馬內於財務委員會以及他親自推動組建的治理委員會中任職。

## 2014年競選豪登省省長
2013年7月31日，邁馬內宣布參加民主聯盟的豪登省省長黨內初選。

## 反對黨領袖
在南非，反對黨領袖並非指反對黨的黨魁，而是指反對黨於國民議會中的領導人物。
儘管非國大依然於2014年大選中成功延續其於豪登省的政權，民主聯盟於該省的得票率相較於往年大幅提升。選後，邁馬內決定放棄爭取擔任省議會的議員，而改任國民議會議員。
2014年5月29日，國民議會的民主聯盟黨團協商新任反對黨領袖的人選，邁馬內成為唯一人選。邁馬內成為南非歷史上首位擔任反對黨領袖職位的黑人。6月5日，邁馬內於國民議會中宣布了自己的影子內閣成員。

## 民主聯盟領袖
2015年5月10日，民主聯盟於伊莉莎白港召開該年的全國代表大會，黨領袖的選舉當中邁馬內以超過90%的得票率擊敗了黨內的競爭對手威爾莫特·詹姆斯，接任西開普省省長海倫·齊勒成為新任民主聯盟領袖。邁馬內為民主聯盟的首位黑人黨領袖，也是目前為止最年輕的一位黨領袖。支持邁馬內競選的要角之一為商人赫爾曼·馬沙巴，馬沙巴於隔年當選約翰尼斯堡市長。

## 個人生活
姆穆西·邁馬內於2005年與娜塔莉·邁馬內結婚，兩人共育有三個孩子。

## 外部連結
- 2015 Speech to Parliament （页面存档备份，存于）
- The Soul of Your African: Celebration[]
- An erosion of the DA’s liberal values? （页面存档备份，存于）
- Mmusi Maimane - Our people DA （页面存档备份，存于）
- People by Mmusi Aloysias Maimane （页面存档备份，存于）, at People's Assembly

| 官衔                     | 官衔                                    | 官衔                                            |
| ------------------------ | --------------------------------------- | ----------------------------------------------- |
| 前任者： 林迪威·馬齊布科 | 反對黨領袖 2014年－2019年               | 繼任者： 安妮莉·洛特里特（代理） 約翰·史汀荷森  |
| 政党职务                 |                                         |                                                 |
| 前任者： 林迪威·馬齊布科 | 民主聯盟全國發言人 2011年－2014年       | 繼任者： 馬里烏斯·雷德萊靈漢斯 菲姆齊萊·范·達默 |
| 前任者： 林迪威·馬齊布科 | 民主聯盟在國民議會的領袖 2014年－2019年 | 繼任者： 安妮莉·洛特里特（代理） 約翰·史汀荷森  |
| 前任者： 海倫·齊勒       | 民主聯盟領袖 2015年－2019年             | 繼任者： 約翰·史汀荷森                          |